# Rhachotropis grimaldi
Rhachotropis grimaldi är en kräftdjursart som beskrevs av Édouard Chevreux 1887. Rhachotropis grimaldi ingår i släktet Rhachotropis och familjen Eusiridae. Inga underarter finns listade i Catalogue of Life.